# Read or Die
R.O.D: Read or Die (リード・オア・ダイ Rīdo oa Dai?, lit. Lee o muere) es una serie de novelas ligeras escritas por Hideyuki Kurata y publicadas por Shūeisha bajo su sello Super Dash Bunko desde el año 2000. Meses después de la primera publicación de la novela, Kurata junto con Shūtarō Yamada realizan una adaptación a manga para la misma casa editora. En 2002, en esta oportunidad con Ran Ayanaga, el autor publica una secuela — Read or Dream.
La novela ha sido adaptada también a un OVA y a una serie de anime de 26 episodios. La serie fue licenciada por Animax para su transmisión en Latinoamérica, estrenándose el 29 de septiembre de 2008 y retirado en octubre del 2010.

## Argumento
R.O.D. narra -en un mundo ficticio- la historia de cuando el Imperio Británico era una superpotencia de suma importancia. La existencia del Imperio estaba garantizada gracias a la Biblioteca Británica (大英図書館 Daiei-toshokan?), una agencia de inteligencia que trabaja con la biblioteca real, y su División de Operaciones Especiales.
La serie sigue la vida de Yomiko Readman, una agente con poderes especiales que trabaja para la División de Operaciones Especiales de la Biblioteca.

## Personajes
Yomiko Readman (読子・リードマン Yomiko Rīdoman?)
Seiyū: Rieko Miura
Protagonista de la serie (novela, manga y OVA). Es de origen japonés e inglés, y una domadora de papel (紙使い kamitsukai?). Profesora sustituta en sus tiempos libres, es un agente especial de la Biblioteca Británica bajo el nombre de "The Paper" (ザ・ペーパー Za Pēpā?, El papel). Su nombre es un juego de palabras que demuestra su actitud bibliófila: Yomiko, escrito con el kanji de yomu (読む?  leer) al igual que "readman" (del inglés read-leer y man-hombre).
Nenene Sumiregawa (菫川 ねねね?)
Seiyū: Satsuki Yukino
Protagonista del anime. Es una estudiante japonesa y una escritora reconocida mundialmente. Su primera novela fue Kimi ga Boku wo Shitteru (君が僕を知ってる?  lit. Tú me conoces), cuando apenas tenía 13 años. Nenene llegó a conocer a Yomiko cuando ella trabajaba como profesora sustituta en la escuela de ella. Después de un incidente, en la que Nenene fue rescatada por Yomiko, se volvieron grandes amigas. En el anime tiene 23 años y no ha escrito una obra desde que Yomiko desapareció inexplicablemente.
Joker (ジョーカー Jōkā?)
Seiyū: Hozumi Gōda
Jefe de la División de Operaciones Especiales. Toma cualquier riesgo por mantener (salvar) el Imperio Británico como superpotencia. Secretamente quiere tomar el mando de toda la División y controlar el país. Se desconoce su verdadero nombre, aunque podría ser Joe Carpenter, a su vez que también podría ser un alias. 
Michelle Cheung (ミシェール ・チャン Mishēru Chan?)
Seiyū: Shoko Kikuchi
Protagonista de la serie de televisión. Mide 1,68 m (5′ 6″). En la serie al principio tiene 24 años, pero más tarde tiene 25 años. Una domadora de papel que reside en Hong Kong. Es la mayor y líder de la "Agencia de Detectives las tres hermanas", también conocidas como las "hermanas de papel". Ella es responsable de adquirir los trabajos para la agencia, que incluye el trabajo de traductoras, encontrar personas y libros perdidos, y el ser guardaespaldas. En combate, ella domina el papel creando arco y flechas. Suele ser egoísta y frívola, y es una mala cocinera. Es una bibliófila.
Maggie Mui (マギー・ムイ Magī Mui?)
Seiyū: Hiromi Hirata
Protagonista de la serie de televisión. Mide 1,85 m (6′ 1″). En la serie al principio tiene 19 años, pero más tarde tiene 20 años. Una domadora de papel y "hermana" de Michelle y Anita. Puede crear y controlar enormes personajes que realiza en papel (como un ave gigantesca para transportarse por el cielo o especies de animales a la hora de luchar). Es introvertida y, al igual que Michelle, una bibliófila.
Anita King (アニタ・キング Anita Kingu?)
Seiyū: Chiwa Saitō
Protagonista de la serie de televisión. Mide 1,41 m (4′ 8″). En la serie al principio tiene 12 años, pero más tarde tiene 13 años. Domadora de papel y la menor de las "tres hermanas". Controla el papel para luchas cuerpo a cuerpo, siendo la mejor en ataque de las tres. Es la única que odia los libros, su razón se desconoce.

## Definiciones
Domador de papel (紙使い kamitsukai?)
Personas que, mediante telequinesis, controlan el papel (紙 kami?). Entre las desventajas que tienen los domadores de papel es la humedad, perdiendo así el control sobre el papel, volviéndose inservible. En el manga (Read or Die), los domadores de papel sólo pueden usar un papel especial creado por el científico Jiggy Stardust. En el OVA y la serie de televisión pueden usar cualquier papel ordinario. Los domadores de papel que aparecen son: Anita King, Michelle Cheung, Maggie Mui, Yomiko Readman, Sonny Wong, Donny Nakajima y Ridley Wan.
Biblioteca Británica (大英図書館 Daiei-toshokan?)
Una institución dedicada a la promoción de la literatura y a la gloria del Imperio Británico. Más que una biblioteca, es una organización política de gran alcance sobre el mundo. La organización es conducida por Gentleman (ジェントルマン Jentoruman?, Caballero), un hombre de extrema longevidad y que está detrás del trono del Imperio. 
División de Operaciones Especiales (特殊工作部 Tokushu-kousakubu?)
Es una agencia secreta dentro de la biblioteca británica. Con sede en un complejo gigante subterráneo, debajo de la Gran Corte del museo británico, la división emplea un número de agentes con poderes especiales y se encarga de luchar contra el crimen y el terrorismo relacionados con libros extraños para llevarlos a la Biblioteca. Su lema es "¡Paz a los libros del mundo, un martillo de hierro a quienes abusen de ellos, y gloria y sabiduría al Imperio Británico!".
Dokusensha (読仙社?)
Principales antagonistas de la serie, son una organización secreta, con base en Sichuan, devota a la supremacía China y liderada por alguien llamada China (チャイナ Chaina?). Conocida como "abuela" (おばあさん Obaa-san?) por los mayores agentes de Dokusensha, China es una "pequeña niña" que, como Gentleman, ha vivido lo suficiente como para saber la verdadera historia de la humanidad. Su nombre probablemente es una referencia a Hakusensha

## Media

### Novela ligera
Creado por Hideyuki Kurata, R.O.D Read or Die: Yomiko Readman "The Paper" (アール・オー・ディー リード・オア・ダイ、ヨミコ・リードマン "ザ・ペーパー" Āru Ō Dī Rīdo oa Dai: Yomiko Rīdoman "Za Pēpā"?) se publica desde el 2000 por la editora Shūeisha. Actualmente consta de 11 volúmenes, no finalizando aún. Fue licenciada en Corea del Sur por Daewon C&I.
| Volumen | ISBN               | Fecha de publicación en Japón |
| ------- | ------------------ | ----------------------------- |
| 01      | ISBN 4-08-630002-8 | 14 de julio de 2000           |
| 02      | ISBN 4-08-630014-1 | 25 de octubre de 2000         |
| 03      | ISBN 4-08-630026-5 | 23 de marzo de 2001           |
| 04      | ISBN 4-08-630040-0 | 25 de julio de 2001           |
| 05      | ISBN 4-08-630062-1 | 21 de diciembre de 2001       |
| 06      | ISBN 4-08-630087-7 | 25 de julio de 2002           |
| 07      | ISBN 4-08-630105-9 | 19 de diciembre de 2002       |
| 08      | ISBN 4-08-630136-9 | 25 de julio de 2003           |
| 09      | ISBN 4-08-630169-5 | 25 de febrero de 2004         |
| 10      | ISBN 4-08-630192-X | 23 de julio de 2004           |
| 11      | ISBN 4-08-630280-2 | 24 de febrero de 2006         |

### Manga
Se han realizado dos adaptaciones a manga, ambas escritas por el autor original de la novela. El primero, Read or Die (リード・オア・ダイ Rīdo oa Dai?), el arte estuvo a cargo de Shūtarō Yamada; mientras que el segundo, Read or Dream (リード・オア・ドリーム Rīdo Oa Dorīmu?, lit. "Lee o sueña"), por Ran Ayanaga. Ambos fueron publicados en Ultra Jump, revista de la editora Shueisha, y están divididos en 4 tankōbon cada una. Licenciados por VIZ Media para su distribución en Estados Unidos.
Read or Die
| Volumen | ISBN               | Fecha de publicación en Japón |
| ------- | ------------------ | ----------------------------- |
| 01      | ISBN 4-08-876082-4 | 19 de octubre de 2000         |
| 02      | ISBN 4-08-876175-8 | 19 de junio de 2001           |
| 03      | ISBN 4-08-876263-0 | 18 de enero de 2002           |
| 04      | ISBN 4-08-876329-7 | 19 de julio de 2002           |

Read or Dream
| Volumen | ISBN               | Fecha de publicación en Japón |
| ------- | ------------------ | ----------------------------- |
| 01      | ISBN 4-08-876484-6 | 18 de julio de 2003           |
| 02      | ISBN 4-08-876591-5 | 19 de marzo de 2004           |
| 03      | ISBN 4-08-876713-6 | 19 de noviembre de 2004       |
| 04      | ISBN 4-08-876847-7 | 19 de agosto de 2005          |

### OVA
Dirigido por Kōji Masunari y realizado por Studio DEEN, consta de tres episodios que se estrenaron en fechas distintas; siendo éstas el 23 de mayo y 18 de julio de 2001 y 6 de febrero de 2002. Fue licenciada para su distribución en Estados Unidos y Reino Unido por Manga Entertainment en 2003. Las protagonistas de la OVA son Yomiko Readman y Nancy Makuhari, situándose durante el "Incidente de los Genios". Esta historia forma parte de la línea original de la serie, años antes que la línea del manga.
Tanto el opening de los episodios, titulado "R.O.D Theme" (R.O.Dのテーマ R.O.D. no Tēmu?); como los endings, "Los que aman los libros hasta la locura dicen, 'El papel siempre está con nosotros'" (書を愛して狂う者曰く、'紙は常に我らと共に' Sho wo Aishite Kurū mono Iwaku, 'Kami wa Tsune ni Warera to Tomoni'?) para el primer episodio y, "¡Lleven toda la sabiduría a Bretaña!" (すべての叡知を英国へ！ Subete no Eichi wo Eikoku e!?) para los episodios 2 y 3, fueron realizadas por el compositor japonés Taku Iwasaki. La banda sonora de estas OVA también estuvo a carga de este compositor.

### Anime
Nuevamente Kōji Masunari toma la dirección de la saga de R.O.D. aunque esta vez junto al estudio J.C.Staff. Estrenada en Fuji Television y por la cadena satelital Animax entre el 1 de octubre de 2003 y el 16 de marzo de 2004. La serie, de una temporada y 26 episodios, fue licenciada por Animax para su transmisión en Latinoamérica, estrenándose el 29 de septiembre del  2008.
La historia se sitúa cinco años después del OVA ("Incidente de los genios"), y Nenene Sumiregawa, una escritora japonesa, es invitada a China para promocionar sus libros. Allí, tendrá como guardaespaldas a Michelle, Maggie y Anita (la agencia de las tres hermanas). Luego de un atentado frustrado, regresa a su país pero en compañía de ellas tres, en la que a su vez, trabajan para el "Servicio de Inteligencia Chino" (Dokusensha) para recuperar unos libros, sin saber que ellos trabajan junto a la División de Operaciones Especiales de la Biblioteca Británica (D.O.E.B.B.). La D.O.E.B.B. tiene como misión recuperar los siete libros en donde se hallan todos los conocimientos de Gentleman. Al juntarlos, El Imperio Británico podrá recuperar su poderío perdido tras el incendio de la Biblioteca cinco años atrás.
El opening de la serie, llamado simplemente "R.O.D", fue compuesto por el grupo YKZ. El primer ending, incluido hasta el episodio 20 y titulado "Moments in the Sun" (Momentos en el sol), es interpretado por Kazami junto a Home Grown, mientras que el segundo ending, episodios 21 al 26, fue titulado "Confidence" (Confianza) y es interpretado por Rieko Miura. Al igual que en la OVA, la banda sonora de la serie estuvo compuesta por Taku Iwasaki.